# San Severino Marche
San Severino Marche é uma comuna italiana da região das Marcas, província de Macerata, com cerca de 12.789 habitantes. Estende-se por uma área de 193 km², tendo uma densidade populacional de 66 hab/km². Faz fronteira com Apiro, Castelraimondo, Cingoli, Gagliole, Matelica, Pollenza, Serrapetrona, Tolentino, Treia.

## Demografia
| Variação demográfica do município entre 1861 e 2011                               |
|                                                                                   |
| Fonte: Istituto Nazionale di Statistica (ISTAT) - Elaboração gráfica da Wikipedia |